# 애호두조개목
애호두조개목(Nuculida)은 이매패강에 속하는 연체동물 목의 하나이다. 애호두조개과와 조롱박조개과를 포함하고 있다.

## 분류

### 1969년 분류
1969년 뉴웰(Newell)은 이매패류 분류에서 애호두조개목(Nuculoida)을 고다치아강(Palaeotaxodonta)의 유일한 목으로 분류했다.
- 고다치아강(Palaeotaxodonta)
  - 애호두조개목(Nuculoida) - 2010년 분류에서 학명 변경(Nuculoida → Nuculida)
    - 애호두조개상과(Nuculoidea)
      - 애호두조개과(Nuculidae)
      - † Praenuculidae

    - Pristiglomoidea - 2010년 분류에서 애호두조개상과(Nuculoidea)에 포함됨[1]
      - Pristiglomidae - 2010년 분류에서 조롱박조개과(Sareptidae)에 포함됨[1]

### 2010년 분류
비엘레(Bieler)와 카터(Carter) 그리고 코안(Coan)은 2010년에 출판한 이매패류에 관한 새로운 분류법에서 애호두조개목을 원새아강에 포함시키고 아래와 같이 분류했다.
- 원새아강(Protobranchia)
  - 애호두조개목(Nuculida)
    - 애호두조개상과(Nuculoidea)
      - 애호두조개과(Nuculidae)
      - 조롱박조개과(Sareptidae)

  - 맵시조개목(Nuclanoida)
  - 비단조개목(Solemyoida)